# Лим Наён
Лим Наён (кор. 임나영, кит. 林娜榮, тайск. อิม นา-ย็อง; род. 18 декабря 1995 года, более известная как Наён) – южнокорейская певица и рэпер. Бывшая участница временной гёрл-группы I.O.I и Pristin, а также её саб-юнита Pristin V.

## Карьера

### 2015−16:Produce 101и дебют в I.O.I

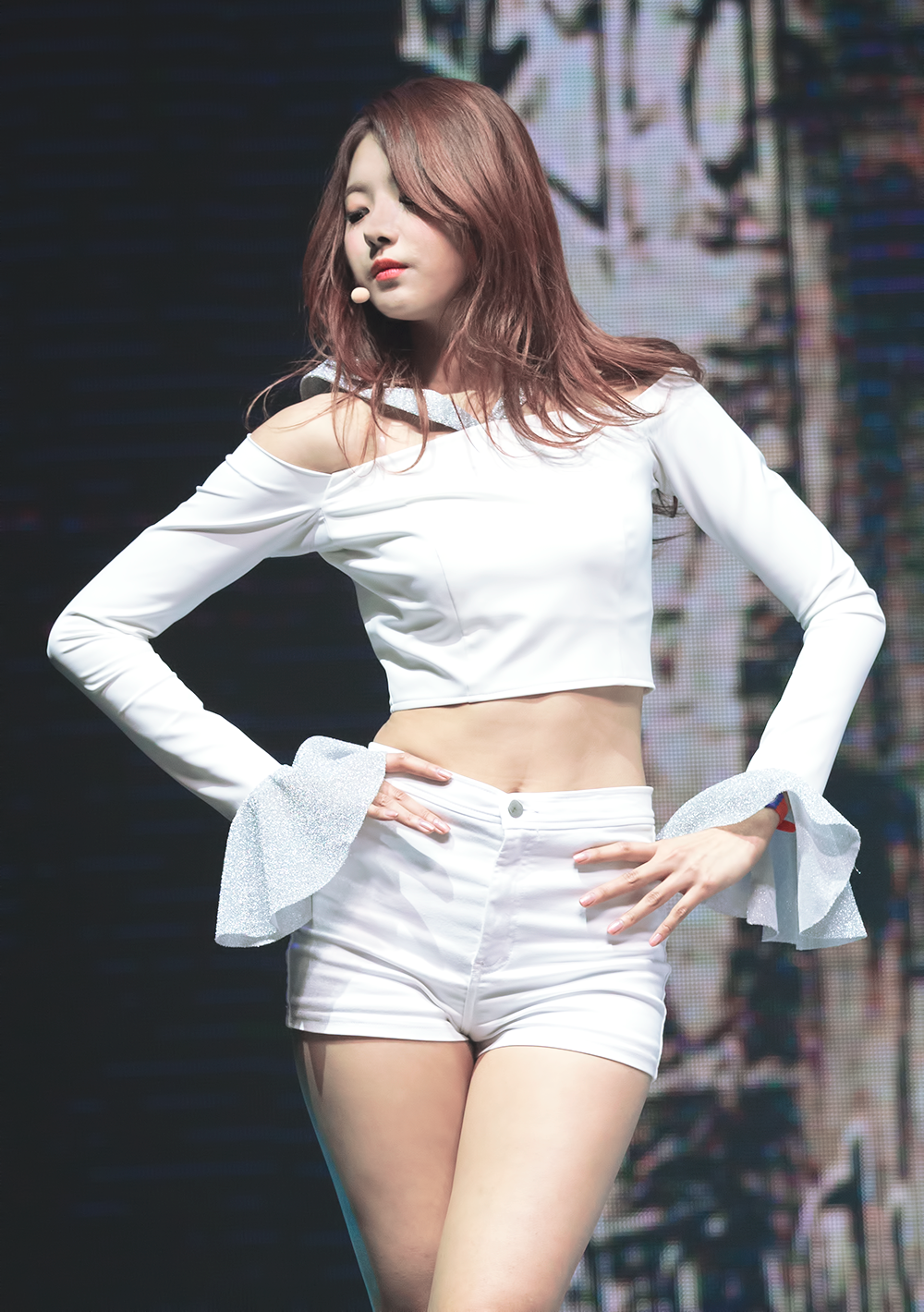
Наён на дебютном шоукейсе Pristin, март 2017 года

В конце 2015 года развлекательный телеканал Mnet, один из крупнейших в Корее, решил запустить собственное шоу на выживание, получившее название «Подготовка 101» (англ. Produce 101). Ранее в том же году руководство работало над аналогичным проектом с Пак Джинёном, и в результате была сформирована гёрл-группа TWICE. Основной целью шоу было из 101 трейни 46 развлекательных корейских компаний выбрать 11 лучших, которые в итоге дебютируют в составе временной женской группы. Pledis Entertainment заявил сразу 7 участниц: Наён, Кёлькён, Шиён, Минкён (Роа), Кёнвон (Юха) и Ыну. Пятеро были исключены, и в финал прошли лишь Наён и Кёлькён. Наён заняла 10 место, набрав 138 726 голосов телезрителей. Дебют I.O.I состоялся 4 мая 2016 года с мини-альбомом Chrysalis.

### 2017 – 2019: Расформирование I.O.I и Pristin
17 января 2017 года I.O.I выпустили свой финальный сингл «Downpour», одним из авторов текста которого стал Уджи из Seventeen, участие в написании также приняли Наён и Кёлькён. Позже закрылось официальное фан-кафе, и 22 января группа провела свои первый и последний концерт в полном составе, после чего каждая участница вернулась в своё агентство. Уже весной того же года, 21 марта Наён и Кёлькён, а также другие ранее участвующие в шоу трейни Pledis дебютировали в гёрл-группе Pristin. Наён стала лидером, т.к. является самой старшей участницей, а также заняла позиции рэпера и главного танцора.
28 мая 2018 года состоялся дебют первого официального саб-юнита Pristin – Pristin V, в состав которого вошли Наён, Кёлькён, Роа, Ыну, Юха и Рена 24 мая 2019 года Pledis Entertainment подтвердили расформирование Pristin после двух лет существования. Все участницы, за исключением Кёлькён, Сонён и Йеханы расторгли свои контракты с агентством.
22 августа она подписала эксклюзивный контракт с Sublime Artist Agency. Четыре дня спустя она была назначена рекламным послом туристического направления Инсадон.

## Фильмография

### Телесериалы
| Год  |   | Русское название | Оригинальное название | Роль                        |
| ---- | - | ---------------- | --------------------- | --------------------------- |
| 2016 | с | Красавцы         | Entourage             | В роли самой себя (1 серия) |
| 2020 | с | Цветок зла       | Flower of Evil        | молодая До Хэ Су            |
| 2021 | с | Имитация         | Imitation             | Хёнджи                      |

### Реалити-шоу
| Год  | Название                         | Канал    | Примечания |
| ---- | -------------------------------- | -------- | ---------- |
| 2016 | Подготовка 101                   | Mnet     | Участница  |
| 2018 | Может ли быть любовь переведена? | XtvN     | Участница  |
| 2019 | Время красоты                    | Lifetime | Гость      |